# 津川哲夫
津川 哲夫（つがわ てつお、1949年12月3日 - ）は、日本のモータースポーツジャーナリスト。かつてはF1のメカニックとしてベネトンチームなどに歴任し、その後フジテレビのF1中継の解説者に転身した。東京都杉並区出身、イギリス在住。

## 略歴
高校時代よりモトクロスを始め、東海大学ではラリーに熱中する。1973年、同校工学部を卒業し、鈴木板金（現ベルコ）に就職。1976年F1世界選手権イン・ジャパンを観戦してF1メカニックを志し、翌年単身渡英する。1978年にサーティースのメカニックとなり、以後エンサイン、セオドール、トールマン、ハース、ベネトンとチームを渡り歩く。トールマンでは1984年にアイルトン・セナのデビューに立ち会う。1989年日本GPでは母国でベネトンのアレッサンドロ・ナニーニが優勝し、感激の涙をこぼした。1990年シーズンをもって14年間のメカニック業を引退。最後の2戦は担当するネルソン・ピケが連勝するという幸運に恵まれる。
1988年、自身の体験談をもとにF1サーカスの舞台裏を綴った『F1グランプリボーイズ』を執筆。雑誌『ベストカー』でも連載され、F1ブーム期の日本のF1ファンに存在を知られる。メカニック引退後は経験を活かし、モータースポーツ関連の番組や雑誌でメカニズムの分析・解説を中心としたジャーナリスト活動を行っている。F1中継番組『F1グランプリ』ではピットリポーターやレース解説を担当した。

## 人物・エピソード
- 父の津川溶々は推理小説雑誌『宝石』の元編集長であり、映画評論家としても知られる[1]。
- 渡英した当時、メカニック採用の伝手もなければ英語もほとんど喋れなかった。9か月間アルバイトで食いつなぎながらレーシングチームに手紙を送り続け、運良くサーティースに採用された。
- メカニック時代の愛称は"tetsu"、ジャーナリスト仲間には「哲っあん」と呼ばれる。
- 英語圏外出身ドライバーの名前を英語読みすることがある。アイルトン・セナ (Ayrton Senna) は「エヤトン・セナ」、ゲルハルト・ベルガー (Gerhard Berger) は「ガーハート・バーガー」。これを真似するF1マニアも現われ、津川式「セナ→アイルトン→エヤトン」変格活用と呼ばれた[2]。
- 1989年頃から「日本GPで優勝（1989）出来たし、40歳になるのを機にF1メカニックを辞めよう」と考えていた。1990年にピケのタイヤ交換の際、これまで何千回と練習してやって来たフロントジャッキ担当での動きが一瞬遅れ、自分の足をピットアウトする際のピケのタイヤに踏まれてしまい負傷してしまった。これが「辞めよう」と完全に決断させる出来事だったと述べている。
- カートや競技用の車を運転する際には、ベネトン時代に共に戦ったアレッサンドロ・ナニーニと同じカラーリングのヘルメットを愛用している[3]。

## 主な仕事

### 著書
- F-1グランプリボーイズ F-1サーカス巡業旅日記（三推社・講談社、1988年）
- F-1グランプリボーイズ part2 サーカス巡業旅日記（三推社・講談社、1989年）
- F-1グランプリボーイズ part3 凱旋篇 F-1サーカス巡業旅日記（三推社・講談社、1990年）
- F-1グランプリボーイズ part4 完結篇 F-1サーカス巡業旅日記（三推社・講談社、1991年）
- 津川哲夫のF1をメチャクチャ楽しむ本 テレビじゃ、しゃべらない実況生中継!（三推社別冊ベストカー、1991年）

### 雑誌連載
- F1速報 - 「TECHNICAL CHECK」
- GRAND PRIX special - コラム「めかにかる漫遊記」
- クラシック・ミニマガジン - コラム「津川哲夫のミニとレースとエゲレス」

### 映像作品監修
- 津川哲夫 栄光のグランプリマシン（ポニーキャニオン、1996年）
- カストロールグランプリクラシック 1 ‐ 4（ジェネオンエンタテインメント、2006年）

### 出演番組
- F1グランプリ （フジテレビ地上波→CS放送）
- F1ポールポジション
- F1GPニュース